# Стефан Шпаравало
Стефан Езра Шпаравало (14. новембар 1991) је српски политиколог и активиста за људска права јеврејског порекла. Део његове породице настрадао је у логорима у току Другог светског рата. Пореклом је из Београда где живи и ради. Завршио је Факултет политичких наука Универзитета у Београду.

## Каријера
Као студент био је добитник награде о чланку о ЕУ 2017. године (друго место са Ксенијом Миленковић) Министарства за европске интеграције Републике Србије. Ради у ЛГБТ+  удружењу Да се зна! и сарадник је Института за европске послове. Активан је на друштвеним мрежама попут твитера, а Блиц (новине) га је 2022.године уврстио на своју листу "Педесет најутицајнијих људи у Србији на интернету". Пише за Оптимист, а његове чланке објављују и Данас, Нова и многобројни медијски портали на интернету.